# Bekkelaget Station
Bekkelaget Station (Bekkelaget stasjon) var en jernbanestation, der lå på Østfoldbanen i det sydøstlige Oslo. Stationen blev åbnet som Bækkelaget 2. januar 1879 og lå 3,34 km fra den daværende Østbanestasjonen. Stationsbygningen var tegnet af Peter Andreas Blix. I april 1921 skiftede stationen navn til Bekkelaget.
7. oktober 1953 blev området syd for stationen ramt af et jordskred, hvorved jorden forsvandt under sporet. Det lykkedes at standse et lokaltog i tide, men fire personer i en bus blev dræbt, og en togpassager døde af chock, da ca. 100 meter af den parallelle Mosseveien forsvandt i skredet. Der havde i forvejen været planer om at lægge jernbane i tunnel på grund af den dårlige undergrund. På grund af skredet blev arbejdet fremskyndet, men tunnelen stod først færdig 7. september 1958. Ved samme lejlighed blev stationen nedlagt og erstattet af et nyt trinbræt ved den sydlige tunnelmunding, 460 meter syd for den gamle station. Det nye trinbræt blev nedlagt 29. maj 1983.
Hvis planerne om et S-togsnet i Oslo bliver omsat i praksis, kan den blive aktuelt at genåbne stationen, ikke mindst hvis byudviklingsområdet Fjordbyen med tiden når helt til Ormsund.

## Eksterne lenker
- Wikimedia Commons har flere filer relateret til Bekkelaget Station
- NRK.no oktober 2013: 60 år siden Bekkelagsraset (med Filmavisen om udbedringen bagefter)